# Wanaty (gromada)
Wanaty – dawna gromada, czyli najmniejsza jednostka podziału terytorialnego Polskiej Rzeczypospolitej Ludowej w latach 1954–1972.
Gromady, z gromadzkimi radami narodowymi (GRN) jako organami władzy najniższego stopnia na wsi, funkcjonowały od reformy reorganizującej administrację wiejską przeprowadzonej jesienią 1954 do momentu ich zniesienia z dniem 1 stycznia 1973, tym samym wypierając organizację gminną w latach 1954–1972.
Gromadę Wanaty z siedzibą GRN w Wanatach utworzono – jako jedną z 8759 gromad na obszarze Polski – w powiecie częstochowskim w woj. stalinogrodzkim, na mocy uchwały nr 17/54 WRN w Stalinogrodzie z dnia 5 października 1954. W skład jednostki weszły obszary dotychczasowych gromad Wanaty i Zawada ze zniesionej gminy Kamienica Polska oraz obszar dotychczasowej gromady Zawisna ze zniesionej gminy Poczesna w tymże powiecie. Dla gromady ustalono 13 członków gromadzkiej rady narodowej.
20 grudnia 1956 województwo stalinogrodzkie przemianowano (z powrotem) na katowickie.
31 grudnia 1961 gromadę zniesiono, a jej obszar włączono do gromad Kamienica Polska (wsie Wanaty i Zawada z kolonią Klepaczka i przysiółkami Zawada I i Zawada II) i Poczesna (wieś Zawisna) w tymże powiecie.